# Наварро, Лаутаро
Лаутаро Наварро Альварес (исп. Lautaro Navarro Álvarez; 10 февраля 2008) — уругвайский футболист, нападающий клуба «Дефенсор Спортинг».

## Клубная карьера
Воспитанник футбольной академии клуба «Дефенсор Спортинг». В основном составе «фиолетовых» дебютировал 4 февраля 2025 года, выйдя на замену в матче Кубка Либертадорес против венесуэльского клуба «Монагас». 7 марта 2025 года дебютировал в Примере Уругвая, выйдя на замену в матче против «Ливерпуля».

## Карьера в сборной
Выступал за сборные Уругвая до 15 и до 16 лет. В октябре 2024 года сыграл на чемпионате Южной Америки среди игроков до 15 лет в Боливии.

## Личная жизнь
Отец Лаутаро — уругвайский экс-футболист и футбольный тренер Альваро Наварро.